# Півзахисник

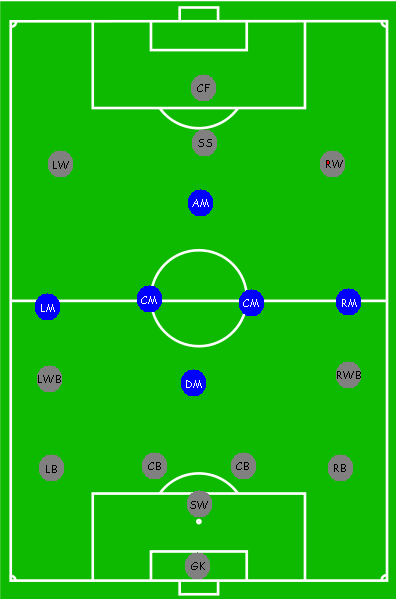
Півзахисники позначені синім кольором

Півзахисник у футболі — гравець, який на полі розташований за нападниками і перед захисниками. Головні завдання півзахисників: підтримка захисників і нападників залежно від ситуації в грі. Попри те, що всі півзахисники розташовані в середині поля, кожен з них має інше завдання під час матчу.

## Центральні півзахисники

### Опорні півзахисники
Опорний півзахисник («хвилеріз», «опорник») дбає насамперед про переривання атак суперника. Такий гравець займає позицію трохи за спинами інших півзахисників і майже не йде вперед, коли його команда атакує. В нападі він не наближається до воріт суперника, але своїми пасами намагається передати м'яча гравцям передньої лінії (нападникам, атакувальним півзахисникам). В обороні його завданням є перервати атаку суперників одразу ж після втрати м'яча ще в центрі поля та точним пасом розвинути власну атаку. Таким чином, вступивши в боротьбу за м'яч, опорник затримує просування команди суперників, а за цей час захисники та інші гравці його команди встигають зайняти правильні позиції на полі та приготуватися до оборони. Гравець такого плану добре відбирає м'яч та обирає позицію, щоб перервати атаку протилежної команди.
- Найкращі опорні півзахисники в історії футболу — Жілберту Сілва, Дунга, Патрік Вієйра, Дженнаро Гаттузо, Клод Макелеле, Н'Голо Канте, Серхіо Бускетс та інші.

### Плеймейкери

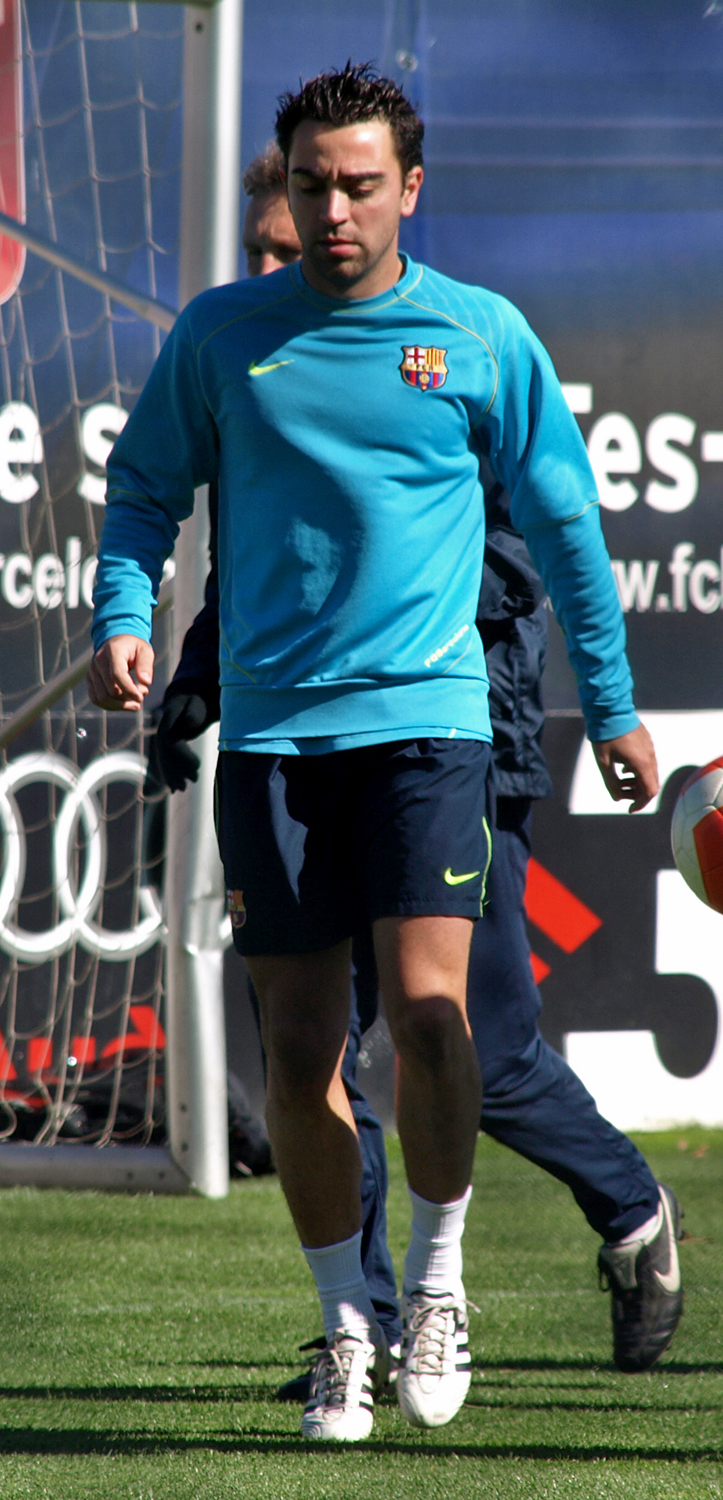
Колишній півзахисник Іспанії Хаві був обраний до FIFPRO шість років поспіль.

Плеймейкер є гравцем, у завдання якого майже не входить оборона власних воріт. Він допомагає нападникам і часто сам атакує ворота суперника. Такий атакувальний півзахисник дуже добре володіє м'ячем, має точний і сильний удар і вміє виводити на ударні позиції партнерів. Такого гравця можна назвати й нападником, але півзахисник такого типу виконує більше роботи, ніж чистий гравець нападу та є універсальнішим.
- Найкращі плеймейкери в історії футболу — Андреа Пірло, Зінедін Зідан, Хаві Ернандес, Андрес Ін'єста, Міхаель Баллак, Хуан Роман Рікельме, Френк Лемпард, Хабі Алонсо та інші.

### Півзахисник від «штрафної до штрафної»
Англійською такі півзахисники називаються box-to-box («від штрафної до штрафної»). Вони активно переміщаються по всьому полю й виконують як атакуючі, так і оборонні функції. Гравці такого типу повинні володіти високою витривалістю, а також хорошими навичками у відборі м'яча, точним пасом і поставленим ударом.
- Найкращі півзахисники від «штрафної до штрафної» — Лотар Маттеус, Браян Робсон, Патрік Вієйра, Рой Кін, Стівен Джеррард, Френк Лемпард та інші.

## Бічні (флангові) атакувальні півзахисники
Бічний атакувальний півзахисник («фланговий півзахисник», «вінґер») грає ближче до бічних ліній футбольного поля, на фланзі. З правого боку переважно грають правоногі футболісти, а зліва — лівоногі. Атакувальний півзахисник — дуже швидкий футболіст, який використовує фланг для індивідуального проходу, щоб потім віддати м'яча нападникові.
- Найкращі ліві атакувальні півзахисники початку XXI сторіччя — Роналдінью і Раян Гіггз.
- Найкращі праві атакувальні півзахисники початку XXI сторіччя — Луїш Фігу і Девід Бекхем.